# Colpisci (Marina Rei)
Colpisci è il sesto album della cantante italiana Marina Rei, pubblicato nel 2005 dalla casa discografica indipendente OPM 2000.

## Descrizione
Il disco comprende il singolo Fammi entrare, con cui la Rei ha preso parte al Festival di Sanremo 2005, oltre a collaborazioni con Cristiano Godano dei Marlene Kuntz nel brano Colpisci e con Francesco Di Bella dei 24 Grana nel brano in napoletano Song'je.
L'intero album è dedicato al figlio dell'artista, Nico.

## Tracce
1. Sono come tutto – 3:10
2. Colpisci – 3:25
3. Le stelle – 3:29
4. Song'je – 3:38
5. Fammi entrare – 3:20
6. Continui – 3:44
7. Ora che mi guardi da lontano – 4:40
8. Nico raccontami tutto – 4:25
9. Esisto io – 4:04
10. Sapienza – 3:39